# Benjamin Wegner Nørregaard

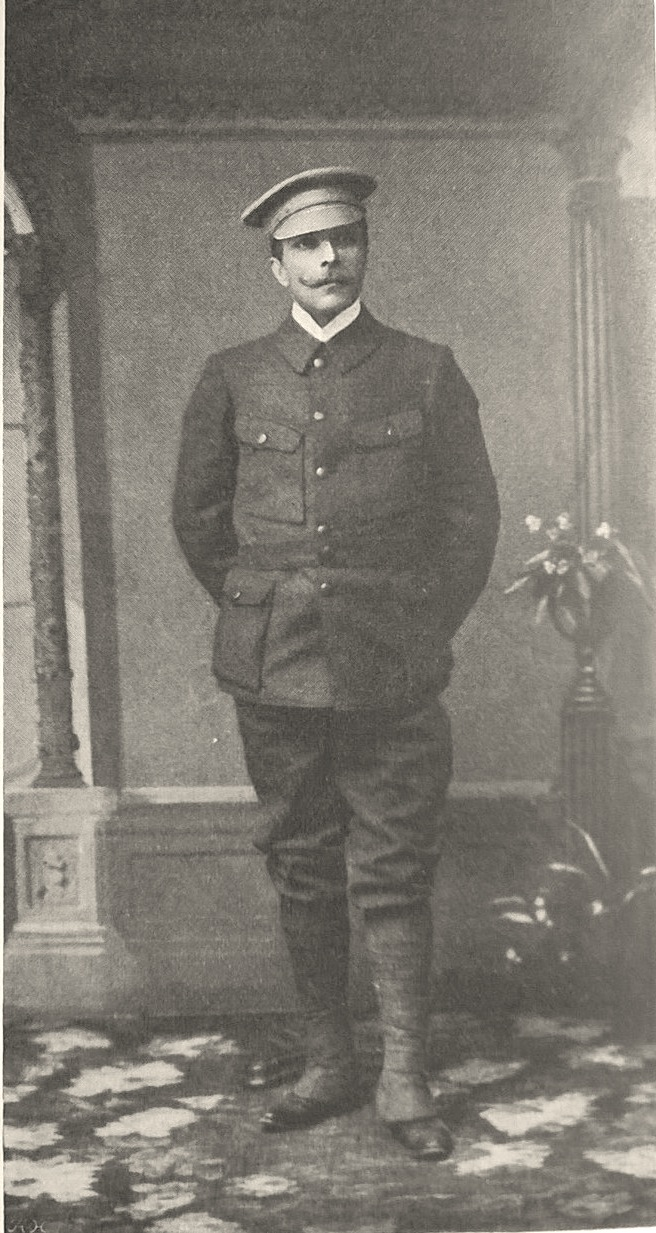

Benjamin Wegner Nørregaard, född 1861 i Kristiansand, död 1935, var en norsk militär och publicist. 
Efter officersexamen 1881 genomgick Nørregaard militärhögskolan 1883–86, blev artilleriofficer 1888 och kapten 1892. Han reste 1895 till Kina, där han blev järnvägsingenjör. Han tvingades lämna denna verksamhet vid boxarupproret 1900 och var en tid i den provisoriska europeiska militärregeringens tjänst. Han återvände 1903 från Kina, men reste 1904 på nytt til Östasien som krigskorrespondent för Daily Mail och följde bland annat Port Arthurs belägring. Sina upplevelser härunder skildrade han i Port Arthurs beleiring (Kristiania 1905; engelsk utförligare utgåva, London 1906, dessutom tysk och rysk översättning). Han var korrespondent för sin tidning i Norge 1905 och 1906–08 i Sankt Petersburg, varifrån han även sände brev till Morgenbladet i Kristiania och Vort land i Köpenhamn. Han var 1909–11 bosatt i Berlin och Paris och inträdde sommaren 1911 på nytt i Morgenbladets redaktion. Under titeln Krig utgav han 1908 en rad iakttagelser och interiörer från boxarkrigen i Kina.